# 肯内特·布罗滕
肯内特·布罗滕（挪威語：Kenneth Braaten，1974年9月24日—），挪威男子北欧两项运动员。他曾代表挪威参加1998年冬季奥林匹克运动会北欧两项比赛，获得一枚金牌。他也曾在世界北欧式滑雪锦标赛上获得两枚奖牌。